# Szamuely László
Szamuely László, szül. Szamueli névváltozat: Számuelly (Nyíregyháza, 1897. március 2. – Budapest, 1920. január 28.) magántisztviselő, újságíró, kommunista pártmunkás, Szamuely Tibor testvéröccse.

## Élete
Szamueli Lajos terménykereskedő és Farkas Cecília fiaként született zsidó családban. Öt fiútestvére volt: Tibor, Zoltán, István, György és János. Négy polgári és két kereskedelmi iskolai osztályt végzett. 1915-ben bevonult katonának, 1916-ban orosz hadifogságba esett és részt vett a magyar hadifoglyok forradalmi mozgalmában. Az OK(b)P Magyar Csoportjának tagja, s az agitátoriskola hallgatója volt. 1918 decemberében hazatért Magyarországra, és bekapcsolódott a Kommunisták Magyarországi Pártjának szervezésébe. Mint a Vörös Ujság munkatársát 1919. március 10-én Debrecenben letartóztatták, március 21-én került szabadlábra. A Magyarországi Tanácsköztársaság alatt a Vörös Hadsereg 5. vörös hadosztályának politikai megbízottja volt, később pedig (áprilistól) a Szovjetház katonai parancsnoka. 1919 nyarán a Forradalmi Kormányzótanács megbízásából a devecseri és Sopron környéki ellenforradalmi mozgalmak leverését irányította. A kommün bukása után illegális pártmunkára Budapesten maradt, ám decemberben elfogták, halálra ítélték és kivégezték.